# Хутір Войнаровського
Хутір Войнаровського (Войнарівщина, рос. хутор Войнаровского) — колишній хутір у Панасівській сільській раді Любарського району Бердичівської округи Української РСР.

## Населення
У 1923 році в хуторі налічувалося 4 двори з 20 мешканцями.
Відповідно до перепису населення СРСР 17 грудня 1926 року, чисельність населення становила 42 особи, з них 23 чоловіків та 19 жінок; за національністю — українців — 30, поляків — 12. Кількість господарств — 8.

## Історія
Заснований 1865 року. Входив до складу Любарської волості Новоград-Волинського повіту Волинської губернії. У березні 1921 року, в складі волості, переданий до новоутвореного Полонського повіту Волинської губернії. У 1923 році увійшов до складу новоствореної Панасівської сільської ради, яка 7 березня 1923 року включена до складу новоутвореного Любарського району Житомирської округи. Розміщувався за 6 верст від районного центру, містечка Любар, та за 3 верст — від центру сільської ради, с. Панасівка.
17 червня 1925 року Любарський район передано до складу Бердичівської округи. Відстань до центру сільської ради с. Панасівка становила 3 версти, до районного центру, міст. Любар — 7 верст, до окружного центру в Бердичеві — 53 версти, до найближчої залізничної станції Печанівка — 16 верст.
Виключений з обліку населених пунктів до 1 жовтня 1941 року.